# Takehito Shigehara
Takehito Shigehara (茂原 岳人, Shigehara Takehito) est un footballeur japonais né le 6 octobre 1981.